# Johann Anton André
Pour les articles homonymes, voir André.
Johann Anton André (né le 6 octobre 1775 à Offenbach-sur-le-Main où il est décédé le 6 avril 1842) est un éditeur de musique et compositeur allemand, fils de Johann André.

## Biographie
Johann Anton est le troisième fils de Johann André (1741–1799), éditeur. Il est un talent précoce, élève de Karl Vollweiler à Mannheim en 1792 et 1793. Il maîtrise le piano, le violon et compose alors qu'il entre à l'Université d'Iéna. Après de longs voyages, il reprend l'affaire familiale.
En 1799, André acquiert des manuscrits de Mozart auprès de sa veuve Constance Mozart et les rapporte dans sa ville natale. Ces manuscrits autographes comportent plus de 270 œuvres dont les opéras Les Noces de Figaro, La Flûte enchantée, des quatuors à cordes, des quintettes, des concertos pour piano ainsi que la pièce intitulée  Une petite musique de nuit. Il publie le catalogue thématique autographe de Mozart, complété des œuvres acquises. À partir de ces manuscrits, la maison fondée en 1774 par le père de Johann Anton, Johann André, toujours détenue par ses descendants aujourd'hui, publie pour la première fois, de nombreuses partitions du compositeur salzbourgeois.
Le succès de la maison d'édition repose notamment sur la rencontre d'André avec Aloys Senefelder, l'inventeur de la lithographie. Senefelder accepte de collaborer avec André et lui accorde le droit d'utiliser sa technique pour la première fois en 1800 pour le propre opéra d'André, Die Weiber von Weinsberg.
En 1839, André laisse les rênes de la maison d'édition au cadet de ses trois fils, Johann August André (1817–1887), alors que Carl August (1806–1887) prend la direction de la succursale de Francfort. Julius (1808–1880) est pianiste, organiste, compositeur, arrangeur de pièces de Mozart pour piano à quatre mains et auteur de Praktische Orgelschule.

## Œuvres
En tant que compositeur, il laisse deux opéras, des symphonies, des messes, des lieder….
Il est aussi théoricien et a écrit un traité, inachevé, sur l'art de la composition, l'harmonie, le contrepoint, le canon et la fugue, Lehrbuch der Tonsetzkunst, en deux volumes (1832 et 1842).